# خانه‌های بریم شماره ۱۵
خانه‌های بریم شماره ۱۵ مربوط به دوره پهلوی دوم است و در آبادان، منطقه مسکونی بریم، پلاک ۱۵ واقع شده و این اثر در تاریخ ۳۰ بهمن ۱۳۸۶ با شمارهٔ ثبت ۲۱۲۱۳ به‌عنوان یکی از آثار ملی ایران به ثبت رسیده است.